# Киреева, Зоя Всеволодовна
Зо́я Все́володовна Кире́ева (3 апреля 1972, Гомель) — российский режиссёр, художник-мультипликатор, оператор.

## Биография
Зоя Киреева родилась 3 апреля 1972 года в Гомеле, отец оператор комбинированных съёмок — Всеволод Киреев. Окончила Санкт-Петербургский институт кино и телевидения.
На Свердловской киностудии работала оператором у А. Золотухина, Люси Ли, Д. Геллера, С. Серёгина.
Автор анимационных и игровых рекламных роликов и видеоинсталляций. С 2003 года — режиссёр «Igrek Production House».
В 2006 году состоялся режиссёрский дебют Зои Киреевой — мультфильм «Девочка-дура», получивший множество призов.
Живёт и работает в Екатеринбурге.

## Признание и награды
Призы за фильм «Девочка-дура»:
- 2006:
  - III Международный фестиваль-практикум киношкол «Кинопроба» (Екатеринбург): Гран-при фестиваля, Приз зрительских симпатий.[1]
- 2007:
  - XII Открытый Российский фестиваль анимационного кино (Суздаль-2007).[2]
  - 18-й российский кинофестиваль «Кинотавр» (Сочи)
  - Международный анимационный фестиваль (Аннеси, Франция): приз за лучший дебют[3]
  - МКФ «Послание к человеку» (Санкт-Петербург)
  - V Московский фестиваль отечественного кино «Московская премьера»
  - XV Фестиваль российского кино «Окно в Европу» (Выборг): Приз «Серебряная ладья» — «За большое маленькое кино».[4]
  - Международный фестиваль детского анимационного кино «Золотая рыбка»: приз за лучший дебют[5]
  - Санкт-петербургский международный фестиваль короткого метра «Open Cinema»: Приз в категории анимация «За яркое и самобытное вхождение в большой кинематограф»
  - МКФ (Эдинбург, Шотландия)
  - Международный анимационный фестиваль «Fantoche»(«Фантош») в Бадене (Швейцария):[6] Главный приз фестиваля «Хай риск»
  - МФАК "Cinanima" в Эшпиньо (Португалия): приз фестиваля[7]
  - V Международный фестиваль анимационных искусств «Мультивидение» : Гран-при.[8]
- 2008
  - Премия «Белый Слон» Гильдии киноведов и кинокритиков России, за лучший анимационный фильм.[9]
  - МКФ «КРОК»: Приз категории III (дебюты).[10]
  - МКФ «КРОК»: приз за лучшую женскую роль от Ивана Максимова — героине фильма «Девочка-дура».

## Творчество

### Фильмография

#### Оператор
- 1996 — «Бабушка», режиссёр Андрей Золотухин
- 1997 — «Ангелы», режиссёр Андрей Золотухин
- 1997 — «Храм», режиссёр Андрей Золотухин
- 1997 — «Птица становится птицей», режиссёр Люси Ли (Lucy Lee)
- 2000 — «Лукоморье. Няня», режиссёр Сергей Серёгин
- 2001 — «Джон Генри — человек из стали», режиссёр Андрей Золотухин
- 2002 — «Человек с Луны», режиссёр Оксана Черкасова
- 2003 — «Про раков», режиссёр Валентин Ольшванг
- 2004 — «Ремесло», режиссёр Дмитрий Геллер
- 2023 — «Пранк (короткометражный фильм)», режиссер Борис Яблочкин

«Тайна — это ты», режиссёр Дмитрий Геллер

#### Режиссёр
- 2006 — «Девочка-дура»

#### Сценарист
- 2001 — «Арлекин»
- 2006 — «Девочка-дура»